# Переброди (Коростенський район)
Перебро́ди — село в Україні, у Словечанській сільській громаді Коростенського району Житомирської області. Населення становить 73 особи. Відстань до Овруча становить близько 65 км і проходить автошляхом місцевого значення та М21.

## Географія
Селом протікає річка Селівониха.

## Історія
У 1906 році рудня Словечанської волості Овруцького повіту Волинської губернії. Відстань від повітового міста 45 верст, від волості 15. Дворів 29, мешканців 212.